# Francisco José Terciado
Francisco José Terciado Sacedo (Fuentidueña de Tajo, Madrid, 25 de marzo de 1981) es un ciclista español que fue profesional de 2006 a 2008.

## Palmarés
2005 (como amateur)
- Circuito Guadiana
- Trofeo Iberdrola

2009 (como amateur)
- Vuelta a Navarra, más 1 etapa

## Resultados en Grandes Vueltas
Durante su carrera deportiva consiguió los siguientes puestos en las Grandes Vueltas:
| Carrera | Carrera         | 2006 | 2007  | 2008 |
| ------- | --------------- | ---- | ----- | ---- |
|         | Giro de Italia  | —    | —     | —    |
|         | Tour de Francia | —    | —     | —    |
|         | Vuelta a España | —    | 103.º | —    |

−: no participa

Ab.: abandono